# メレー

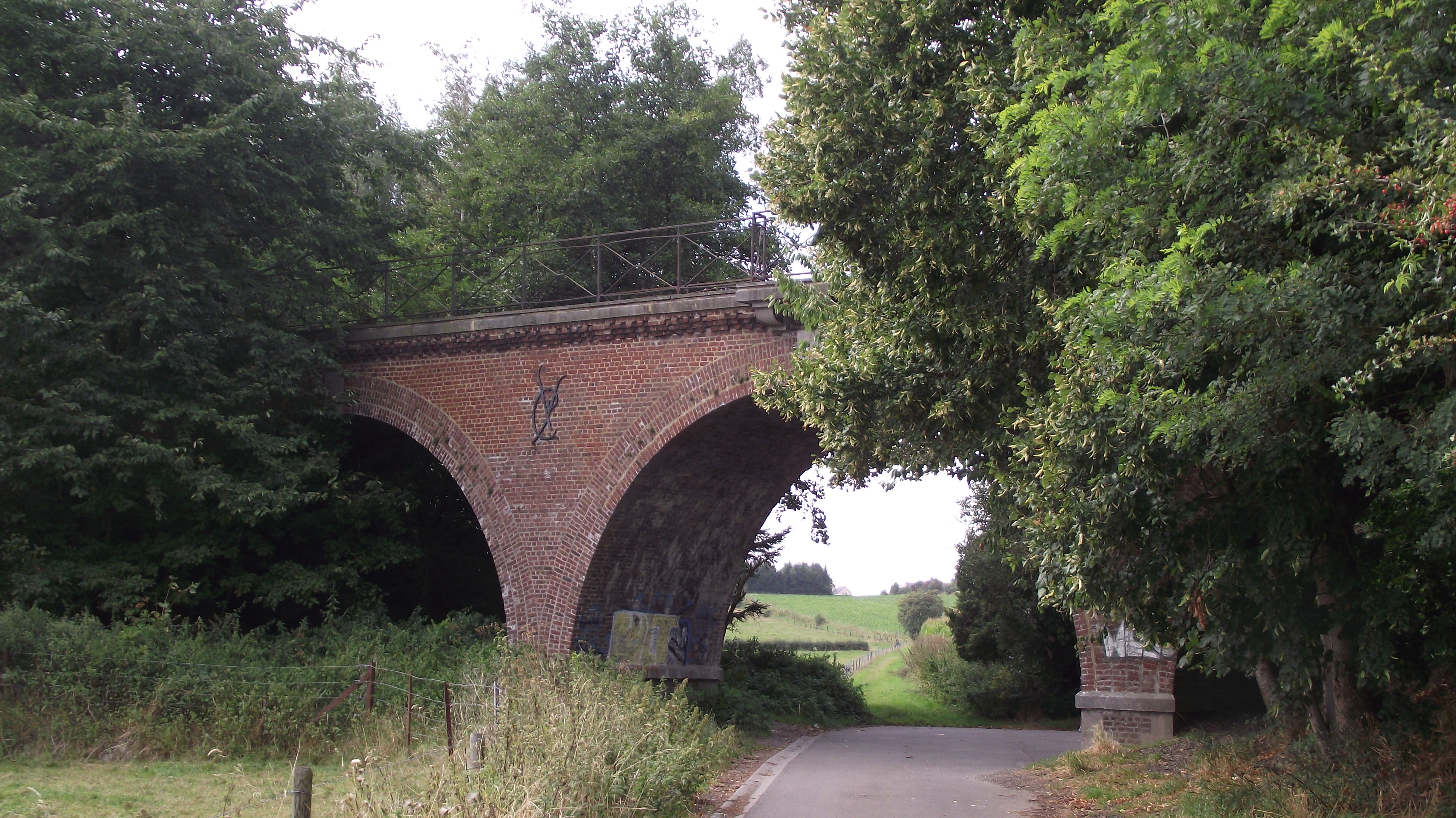
メレーにある橋

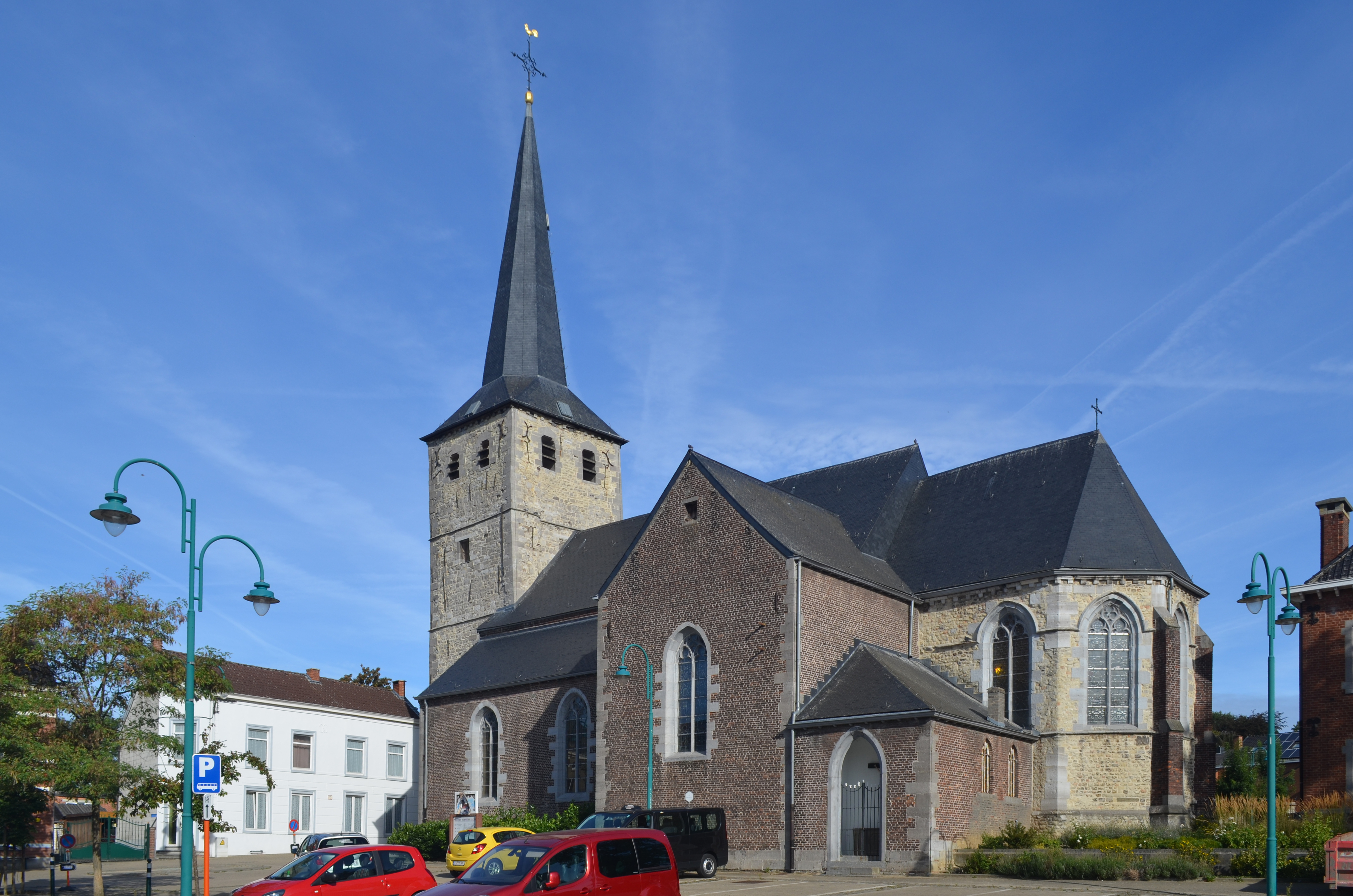
聖マルティヌスと聖ムティエンマリー教会

メレー（Mellet）は、ベルギーのワロン地域に属するエノー州の村である。この村は、近隣の村の住民から「にんじん村」という愛称で親しまれており、にんじんのシンボルは、そこで行われるすべての祭りのために使用されている。にんじんが豊富に栽培されていることに由来する愛称である。

## 地理
メレーにはティンティアと呼ばれる小川が交差するが、ティンティアはムーズ盆地の一部ピエトンへと流れていく。メレーの標高は140メートル。

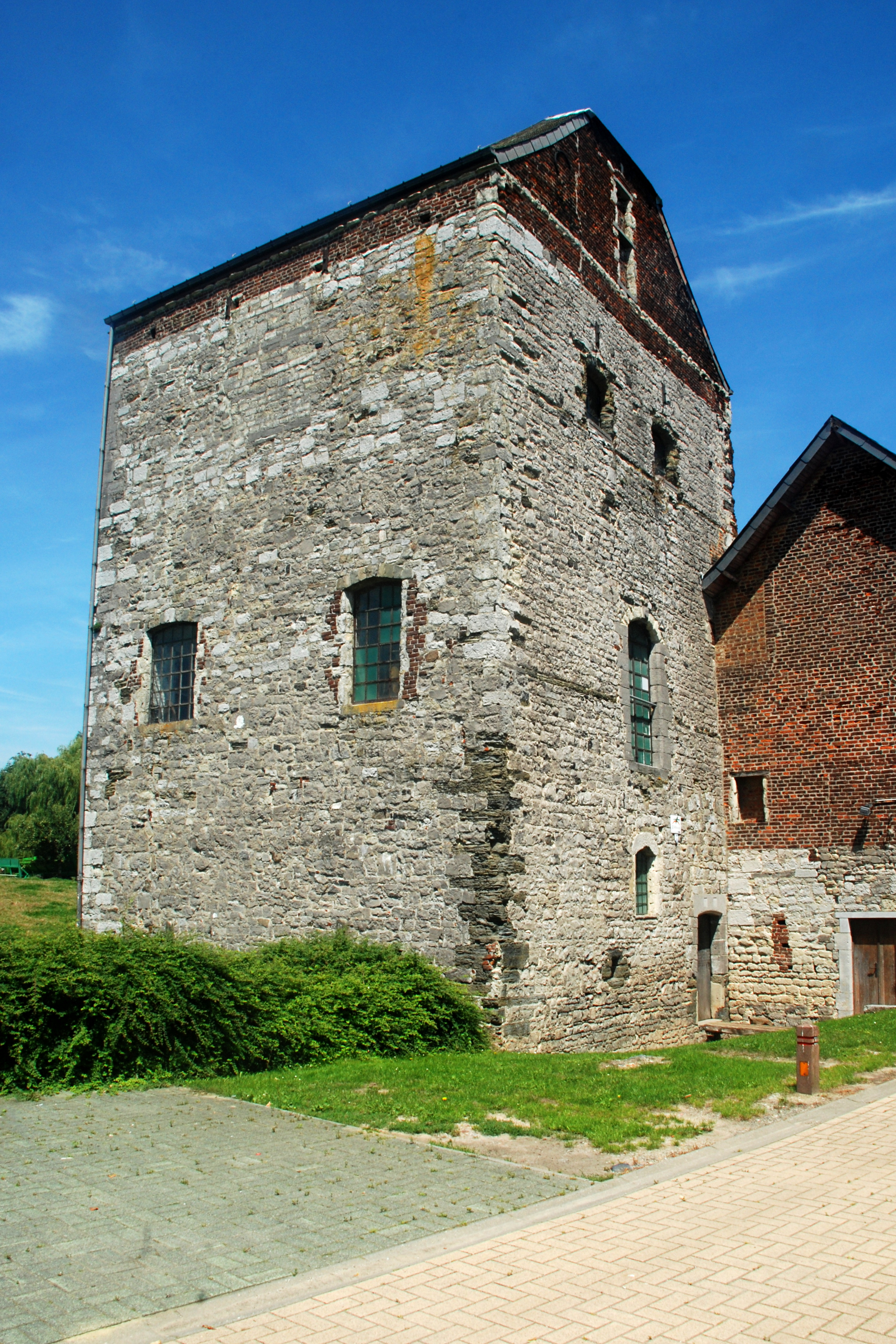
メレーにある城の地下牢

## 最近の歴
1977年、5つの村（Frasnes-lez-Gosselies、Mellet、Reves、Villers-Perwin、Wayaux）が集まり、Les Bons Villersのコミューンを形成。メレーは、市町村が合併する直前から自治体。

## 地名の由来
メレーの語源は不明で、様々な説明が考えられる。しかし、名前の由来は、ワロン語の「mèsple」（メドラーの木）、古いフランス語の「melé」（蜂蜜、黄色っぽい）、ラテン語の「melum」（リンゴ、リンゴの木が育つ場所）から来ている可能性がある。

## 史跡
- ローマの古道が、メレーと隣接するビラーズペルウィンの村を境として隔てる。その様子は現在でも把握できる。
- 聖マルタン教会とミュティエン=マリー教会は8世紀と9世紀に建てられ、ゴシック様式の一部です。ここには、17世紀に描かれた「La Cène」(最後の晩餐)と題された絵画が展示されている。
- 中世の城唯一の痕跡であるメレーの地下牢は、現在、同地の観光の中心地となっており、地元の博物館が設けられている。
- 教会裏に聖ムティエンマリー（ルイ＝ジョセ・ウィオー、Louis-Joseph Wiaux、1841年-1917年）の生家がある。

## アクティビティ
- 村の劇場グループの定期公演はワロン語で行われている。
- Le Relais du Maitreyaと呼ばれる乗馬学校で、乗馬レッスンを提供。
- 村には1893年以来、独自の音楽グループであるハーモニー・ロワイヤル・ドゥ・メレーが存在。
- 村にはスカウトユニットもある。